# Juno (zespół muzyczny)
Juno był amerykańskim zespołem grającym muzykę indie rock, utworzonym w 1995 roku w Seattle. Zespół wydał swoją debiutancką płytę This Is the Way It Goes and Goes and Goes za pomocą wytwórni DeSoto Records i Pacifico Records 30 marca 1999 roku. Ich drugi album A Future Lived in Past Tense został wydany 8 maja 2001 roku przez DeSoto Records. 
Zespół był powszechnie chwalony przez lokalnych i krajowych krytyków amerykańskich. Zagrał także dużo koncertów w 
Stanach Zjednoczonych, Europie i Japonii. W 2001 zespół wydał split z The Dismemberment Plan, na którym znalazł się cover piosenki High Noon DJ Shadowa.
Obecnie zespół oficjalnie nie istnieje. W 2000 roku odszedł Travis Saunders, basista zespołu. Odbyły się przesłuchania w celu znalezienia nowego członka (przesłuchiwano Nate'a Mendela z Foo Fighters i Sunny Day Real Estate oraz Nicka Harmera z Death Cab for Cutie), ale ostatecznie nie przyniosły one skutku. Zespół rozstał się w pokojowych warunkach. Zespół w 2006 roku zszedł się ponownie, aby zagrać dwa charytatywne koncerty dla rozgłośni radiowej KEXP.

## Dyskografia
| Rok  | Tytuł                                     | Wydawca        |
| 1999 | This Is the Way It Goes and Goes and Goes | DeSoto Records |
| 2001 | A Future Lived in Past Tense              | DeSoto Records |